# Gliese 832
Gliese 832 (GJ 832) es una estrella en la constelación de Grus (La Grulla), situada al este de α Indi. De magnitud aparente +8,67, es demasiado tenue para ser observada a simple vista. Se encuentra a 16,1 años luz de distancia del sistema solar. Se sabe de la existencia de 2 planetas extrasolares en órbita alrededor de esta estrella.
Como tantas otras estrellas de nuestro entorno, Gliese 832 es una enana roja cuyo tipo espectral es M3.0V o M1.5V. Su masa estimada es el 45 % de la masa solar y posee una luminosidad en torno al 0,7 % de la luminosidad solar. Aun así es unas 50 veces más luminosa que Próxima Centauri, la enana roja más próxima a la Tierra. Sus características físicas son semejantes a las de Groombridge 34 A, aunque a diferencia de ésta no existe constancia de que Gliese 832 sea una estrella fulgurante. Su abundancia relativa de hierro es aproximadamente la mitad que en el Sol.
Los sistemas estelares más cercanos a Gliese 832 son Lacaille 8760, a 4,2 años luz, y ε Indi, a 4,8 años luz.

## Sistema planetario
En 2008 se anunció el descubrimiento de un planeta gaseoso en órbita alrededor de Gliese 832, denominado Gliese 832 b. Tiene una masa mínima de 0,64 veces la masa de Júpiter y se mueve a una distancia de 3,4 UA de la estrella. Su período orbital es de aproximadamente 9,4 años.
En junio de 2014 se reportó el hallazgo de una probable supertierra en una órbita interior llamada gliese 832 c. Tiene una masa 5 veces superior a la de la Tierra y orbita a unos 0,16 UA de su sol con un periodo de traslación de 36 días, lo que la ubica en la zona habitable de la estrella, lo que, en un principio, lo haría apto para sustentar vida extraterrestre.
| Acompañante (En orden desde la estrella) | Masa (MJ)         | Período orbital (días) | Semieje mayor (UA) | Excentricidad |
| ---------------------------------------- | ----------------- | ---------------------- | ------------------ | ------------- |
| Gliese 832 c                             | > 0,0157 ± 0,0098 | 35,68 ± 0,03           | 0,162 ± 0,017      | 0,18 ± 0,13   |
| Gliese 832 b                             | > 0,64 ± 0,06     | 3416 ± 131             | 3,4 ± 0,4          | 0,12 ± 0,11   |